# Fahrzeuge der Salzkammergut-Lokalbahn
Die Salzkammergut-Lokalbahn (SKGLB) war eine Schmalspurbahn und verfügte über einen vielseitigen Fahrzeugpark, der im nachfolgenden Artikel beschrieben wird.
Nach den Teilstrecken-Eröffnungen in den Jahren 1890 bis 1893 verfügte die SKGLB über 10 Dampflokomotiven, 39 Personenwagen, vier Gepäckwagen, vier Postwagen, 58 Güterwaggons und einen Salonwagen. Die Fahrzeuge waren dabei speziell für die einzelnen Teilabschnitte beschafft worden. So wurden für die 1. Etappe zwischen Bad Ischl und Strobl zwei "schwächere" Lokomotiven beschafft, für die 3. Etappe wurden fünf "stärkere" Lokomotiven beschafft, da die Bahn in diesem Abschnitt den Charakter einer Gebirgsbahn aufwies. Da Bad Ischl die Sommerresidenz des Kaisers war, beschaffte die Salzkammergut-Lokalbahn extra einen Salonwagen für seine Majestät.
Im Laufe des Ersten Weltkriegs mussten sechs Lokomotiven an die Heeresverwaltung abgegeben werden, die auf für den Krieg errichteten Heeresfeldbahnen eingesetzt wurden und von denen drei nicht wieder zurückkehrten (Lokomotiven 1, 5 und 8). In den beiden Weltkriegen waren die Fahrzeuge bis aufs äußerste beansprucht und mussten oft wegen Ersatzteilmangel lange abgestellt werden. Nach dem Zweiten Weltkrieg erhielt die Lokalbahn von den Besatzungstruppen beschlagnahmtes Rollmaterial (teilweise ehemalige Heeresfeldbahnloks); dabei gelangte auch die einzige Diesellokomotive in der Geschichte der SKGLB in den Besitz der Bahn. 1930 führte die SKGLB ein neues Nummerierungsschema ein. Im Jahre 1933 wurden Benzintriebwagen angeschafft, um zum Autoverkehr konkurrenzfähig bleiben zu können – dieser Versuch misslang allerdings.
Nach der Einstellung der Bahn wurde ein Teil der verbliebenen Fahrzeuge zum Schrottwert verkauft. Viele Fahrzeuge gelangten zu den Steiermärkischen Landesbahnen und zur Zillertalbahn; für andere Fahrzeuge gab es keine Interessenten, weshalb diese verschrottet wurden. Viele Fahrzeuge sind bis heute erhalten geblieben – sie werden in einem eigenen Abschnitt in diesem Artikel aufgelistet.
Diese wechselvolle Fahrzeuggeschichte, die durch die im Hauptartikel angeführten Faktoren beeinflusst wurden, spiegelt sich detailliert in den folgenden Tabellen wider.

## Nummerierungsschema bis 1930

### Lokomotiven und Triebwagen

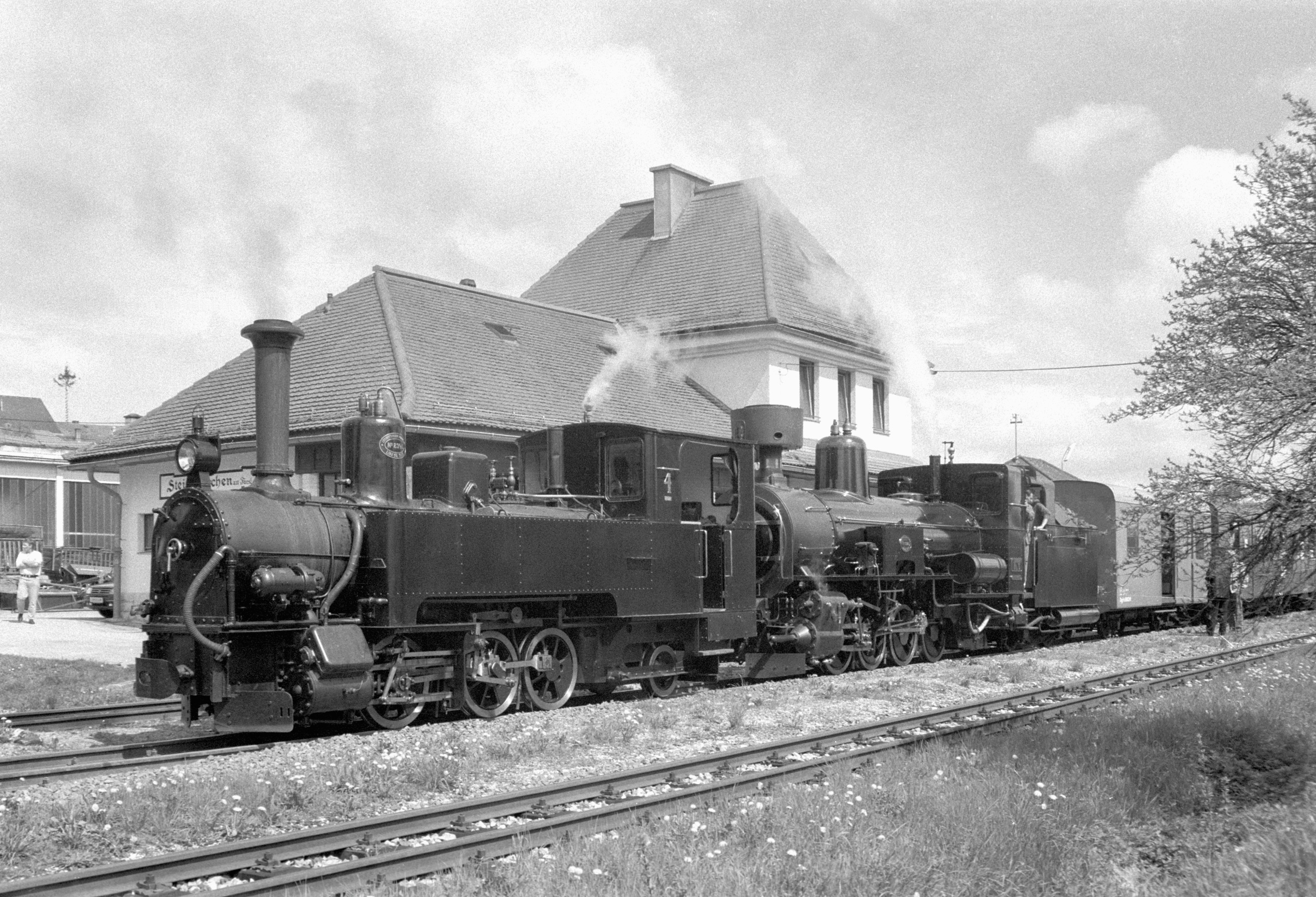
Präsentation der reaktivierten Lok 4 auf der Zweigstrecke der Mariazellerbahn

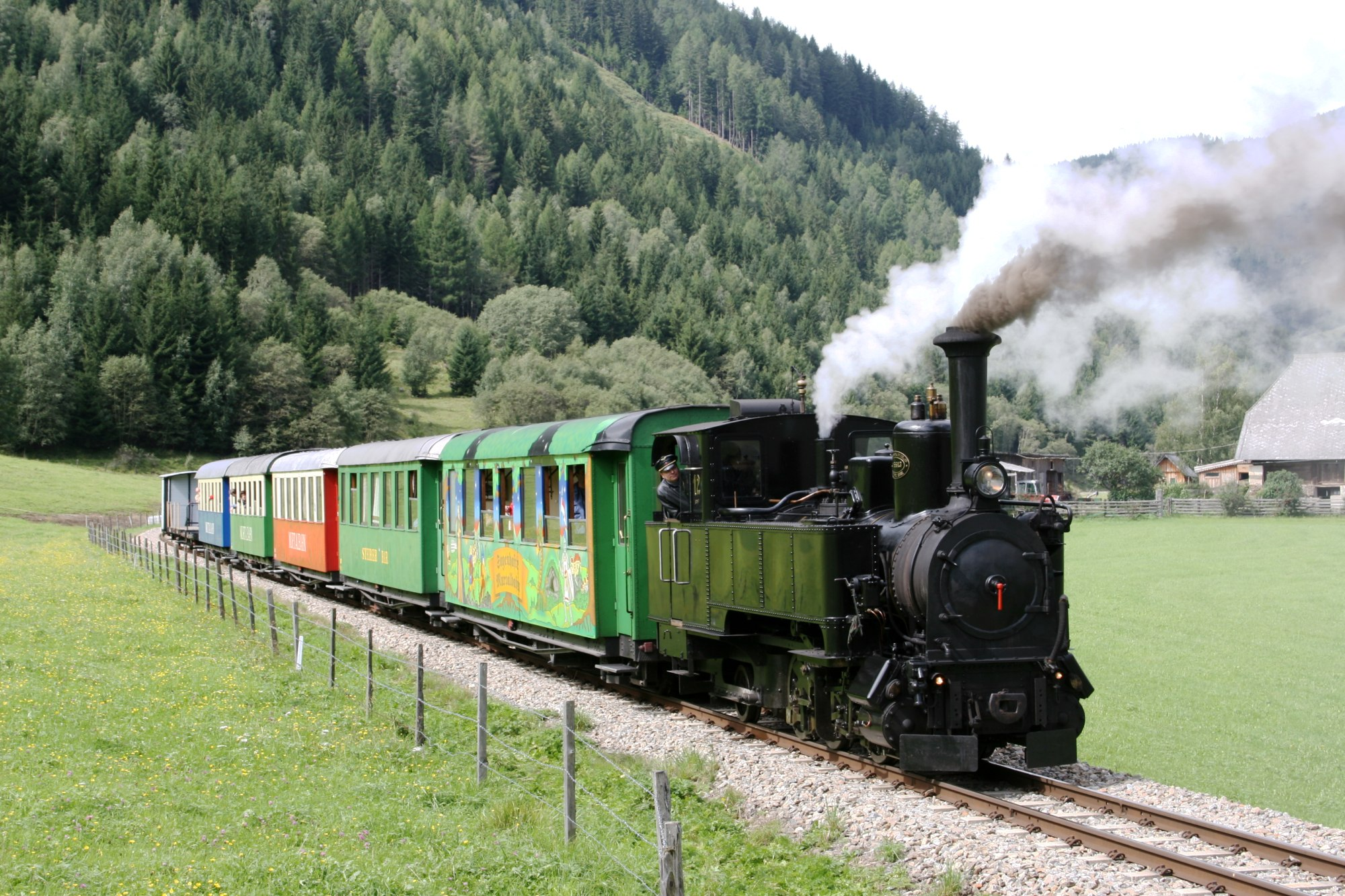
Lok 12 bei einer Sonderfahrt auf der Murtalbahn

Die Lokomotiven 1 und 2 werden im Artikel SKGLB 1–2 sowie der Triebwagen im Artikel SKGLB TCa 51 genauer beschrieben. Zu den Lokomotiven 3 – 12, die der für die Steyrtalbahn entwickelten Lokomotive entsprachen, siehe Hauptartikel Steyrtalbahn 1–6.
| Nummer | Hersteller         | Baujahr | Bauart | Bemerkungen |                                                    |
| ------ | ------------------ | ------- | ------ | --- | -------------------------------------------------- |
| 1      | Krauss-Linz        | 1890    | Bn2t   | 1918 an die Heeresfeldbahn-Verwaltung abgegeben |                                                    |
| 2      | Krauss-Linz        | 1890    | Bn2t   | 1953 verschrottet |                                                    |
| 3      | Krauss-Linz        | 1890    | C1n2t  | 1930 umgebaut, 1958 verschrottet |                                                    |
| 4      | Krauss-Linz        | 1890    | C1n2t  | 1957 an das Österreichische Eisenbahnmuseum abgegeben, 1958 an Privatperson verliehen, seit 1996 SKGLB-Museum. Betriebsfähig konserviert                                                                               |                                                    |
| 5      | Krauss-Linz        | 1890    | C1n2t  | 1918 an die Heeresfeldbahn-Verwaltung abgegeben, heute im Eigentum des Club 760, betriebsfähig |                                                    |
| 6      | Krauss-Linz        | 1891    | C1n2t  | 1948 verschrottet |                                                    |
| 7      | Krauss-Linz        | 1892    | C1n2t  | 1958 an die Steiermärkischen Landesbahnen verkauft, dort S 7, 1975 an Club 760 verkauft, 2016 an Privatperson verkauft                                                                                                 |                                                    |
| 8      | Krauss-Linz        | 1892    | C1n2t  | 1918 an die Heeresfeldbahn-Verwaltung abgegeben |                                                    |
| 9      | Krauss-Linz        | 1893    | C1n2t  | 1957 an das Österreichische Eisenbahnmuseum abgegeben, 1958 Privatbesitz, seit 1996 SKGLB-Museum |                                                    |
| 10     | Krauss-Linz        | 1893    | C1n2t  | 1958 verschrottet |                                                    |
| 11     | Krauss-Linz        | 1894    | C1n2t  | an die Steiermärkischen Landesbahnen verkauft, dort S 11, seit 2011 im Eigentum des Club 760 |                                                    |
| 12     | Krauss-Linz        | 1906    | C1n2t  | 1936 umgebaut, an die Steiermärkischen Landesbahnen verkauft, dort S 12, seit 2003 im Eigentum des Club 760, betriebsfähig                                                                                             |                                                    |
| 19     | Franco-Belge       | 1944    | Dh2    | Heeresfeldbahnlokomotive HF 160 D, ex HF 2855, 1955 an die Steiermärkischen Landesbahnen verkauft, dort 699.01, 1969 an Welshpool and Llanfair Light Railway, Wales, weiterverkauft, betriebsfähig                     |                                                    |
| 20     | Krauss-Linz        | 1923    | Dn2vt  | 1957 verschrottet | Aufnahme zeigt Werksfoto einer Schwesterlokomotive |
| 21     | Maffei             | 1920    | Eh2t   | 1955 verschrottet |                                                    |
| 22     | Borsig             | 1939    | En2    | Heeresfeldbahnlokomotive HF 210 E, ex HF 191, 1958 an die Zillertalbahn verkauft, übere mehrere Zwischenstationen heute im Eigentum des Clubs 760, betriebsfähig                                                       |                                                    |
| 30     | Orenstein & Koppel | 1940    | Cn2t   | 1957 verschrottet |                                                    |
| 31     | Orenstein & Koppel | 1940    | Cn2t   | 1957 verschrottet |                                                    |
| 32     | BMF                | 1944    | Cn2    | ex 2187, 1955 verschrottet |                                                    |
| 33     | Henschel           | 1942    | Cn2    | ex HF 11778, 1955 verschrottet |                                                    |
| D40    | Deutz              | 1942    | D      | Heeresfeldbahnlokomotive HF 200 D, ex HF , 1957 die Steiermärkischen Landesbahnen verkauft, dort VL 01, 1986 an Club 760 verkauft                                                                                      |                                                    |
| TCa 51 | Gebus              | 1928    | Bo2    | Triebwagen, 1927/1928 umgebaut aus dem Salonwagen S 51, zuerst diesel-, dann benzinelektrisch (teilweise mit Holzvergaser), 1957 an die Steiermärkischen Landesbahnen verkauft, dort umgebaut zum Barwagen "Murtalbar" |                                                    |

### Personenwaggons

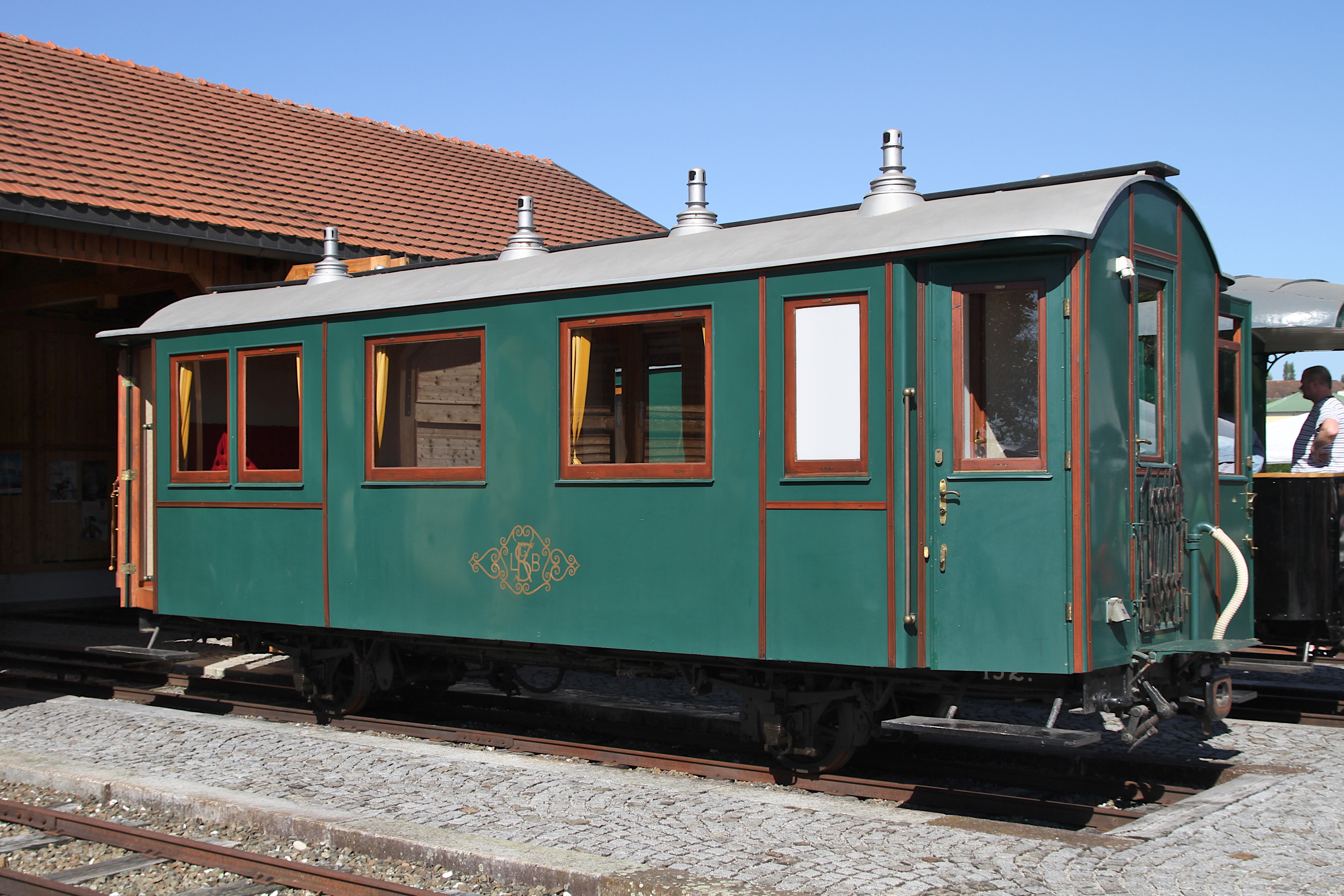
Salonwagen S152 im SKGLB-Museum in Mondsee

Alle in der nachfolgenden Tabelle angeführten Personenwaggons waren – sofern nicht anders angeführt – zweiachsig.

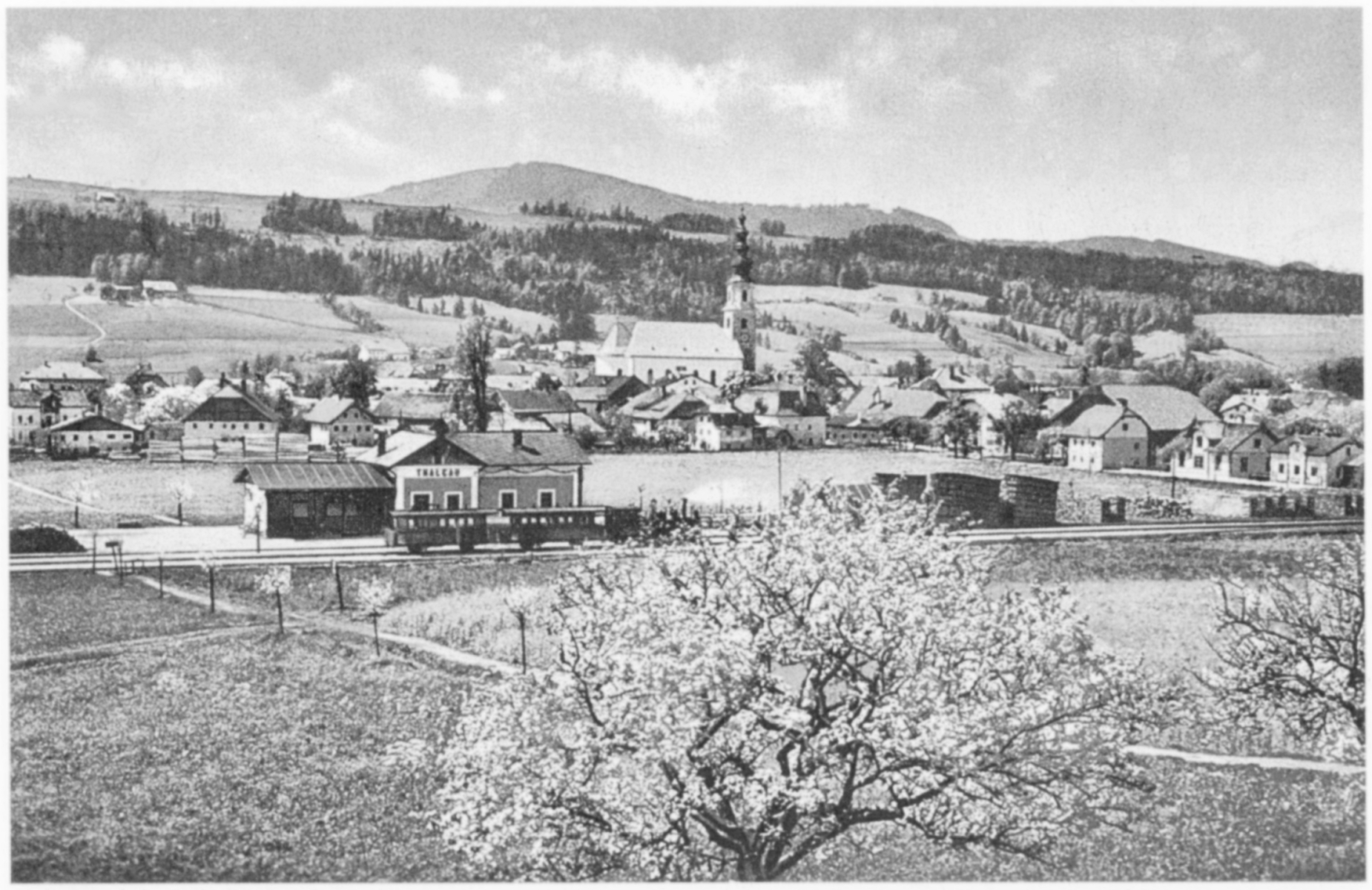
Zug mit zwei Personenwaggons in Thalgau

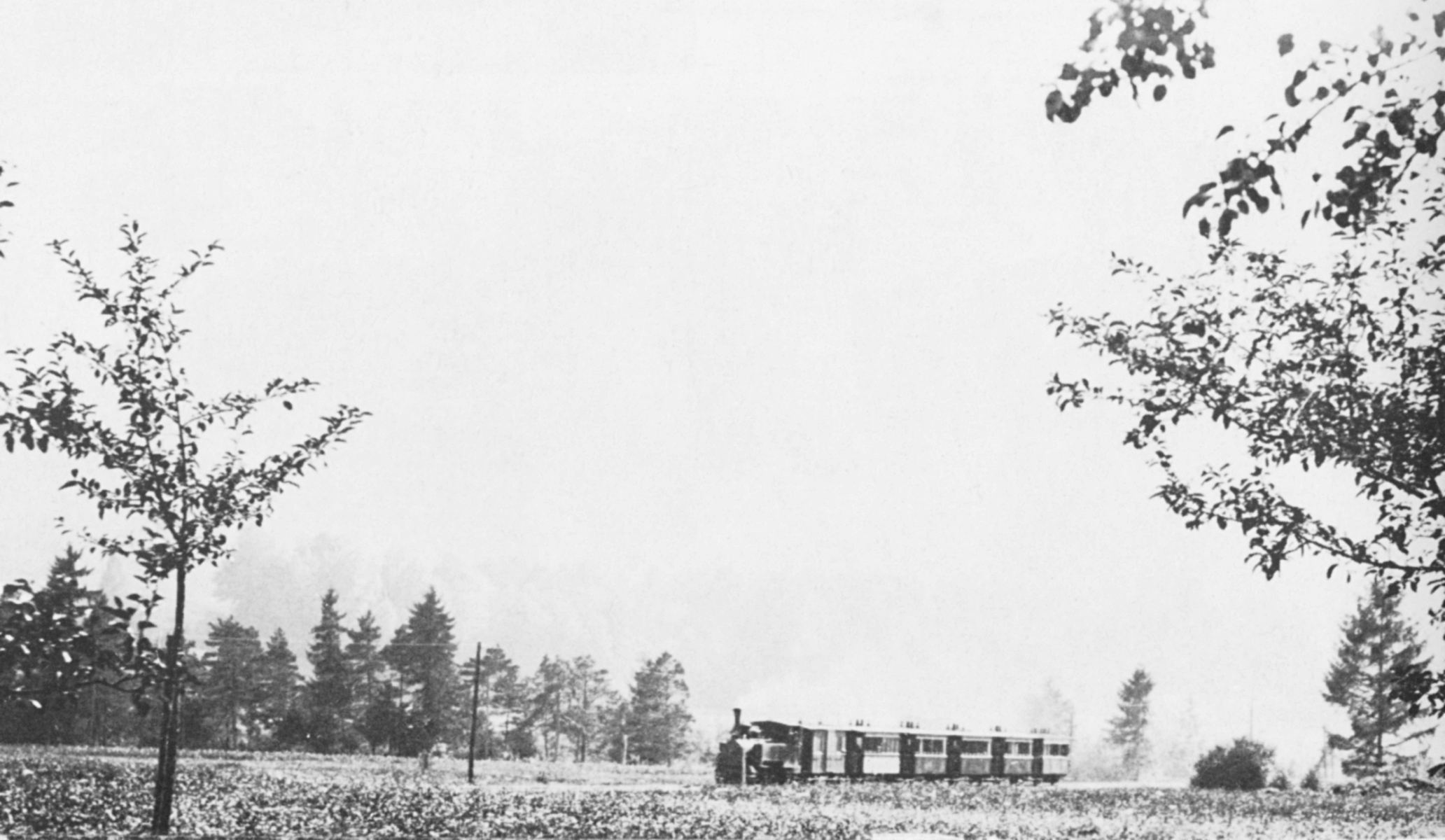
SKGLB-Zug in der Nähe von Aschau

SKGLB-Zug

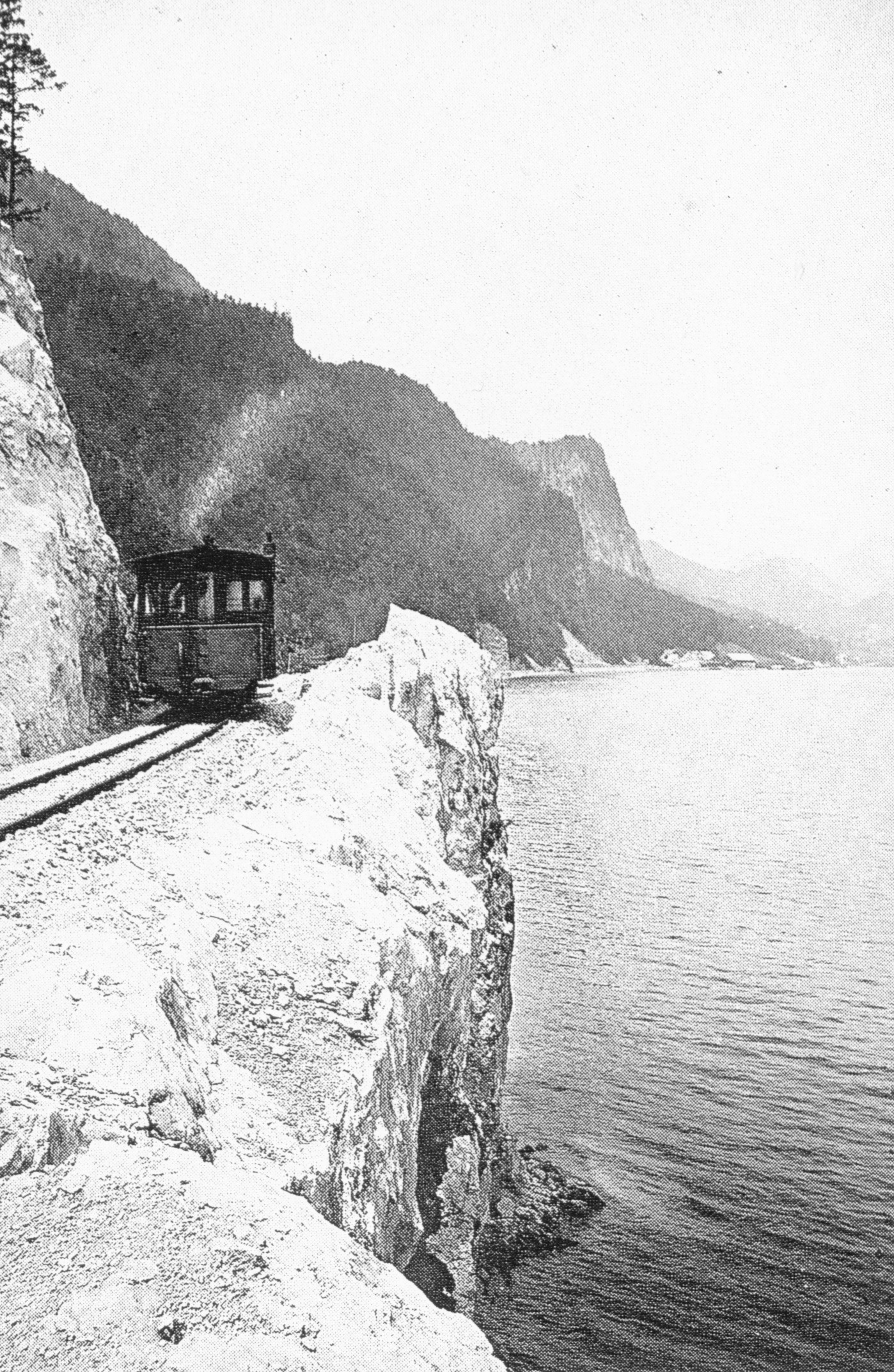
SKGLB-Zug neben dem Wolfgangsee

| Typ | Nummern | Baujahr | Klasse(n) | Bemerkungen                                                                                   |
| --- | ------- | ------- | --------- | --------------------------------------------------------------------------------------------- |
| S   | 1       | 1890    | 1         | 1908 umgebaut                                                                                 |
| C   | 2–5     | 1890    | 3         | ursprünglich offener Wagen, 1906 umgebaut (geschlossener Wagenkasten), Nr. 4 umgebaut in Jr 4 |
| C   | 6–8     | 1890    | 3         | 1927 in Jr 6–8 umgebaut                                                                       |
| A   | 16–17   | 1891    | 1         | 1906 umgebaut, 1927 in Jr 16–17 umgebaut                                                      |
| AC  | 18–19   | 1891    | 1/3       | 1907 umgebaut                                                                                 |
| AC  | 20–21   | 1891    | 1/3       |                                                                                               |
| C   | 22–30   | 1891    | 3         | mehrmals in verschiedene Waggontypen umgebaut                                                 |
| C   | 31–35   | 1893    | 3         | mehrmals in verschiedene Waggontypen umgebaut                                                 |
| A   | 36–37   | 1893    | 1         | umgebaut                                                                                      |
| AC  | 38–39   | 1893    | 1/3       |                                                                                               |
| C   | 40–47   | 1893    | 3         |                                                                                               |
| A   | 48–50   | 1894    | 1         |                                                                                               |
| S   | 51      | 1894    | 1         | vierachsig, mehrmals umgebaut, 1928 in TCa 672 umgebaut                                       |
| A   | 150–151 | 1896    | 1         |                                                                                               |
| S   | 152     | 1906    | 1         |                                                                                               |
| A   | 153     | 1906    | 1         |                                                                                               |
| C   | 154–157 | 1906    | 3         |                                                                                               |
| C   | 158–157 | 1925    | 3         |                                                                                               |
| C   | 163–167 | 1925    | 3         |                                                                                               |
| Ca  | 201–205 | 1928    | 3         | vierachsig                                                                                    |

### Post- und Gepäckwagen

Abgestellte Personen- und Gepäckwagen in Salzburg

| Typ | Nummern    | Baujahr   | Bemerkungen                 |
| --- | ---------- | --------- | --------------------------- |
| D   | 9–12       | 1890/1891 |                             |
| F   | 13–15      | 1891      |                             |
| D   | 24, 32, 35 | 1925      | Umbauten aus C24, 32 und 35 |

### Güterwaggons
Alle in der nachfolgenden Tabelle angeführten Güterwaggons waren – sofern nicht anders angeführt – zweiachsig.
| Typ  | Nummern | Baujahr   | Bemerkungen                                      |
| ---- | ------- | --------- | ------------------------------------------------ |
| Jr   | 4, 6–8  | 1925/1927 | Umbau aus C4, 6, 7, 8                            |
| Jr   | 16–17   | 1926/1928 | Umbau aus B16–17                                 |
| G    | 52      | 1890      | wurde auch als Gepäckwagen eingesetzt            |
| G    | 53–55   | 1890      |                                                  |
| G    | 56–59   | 1891      | 57 und 58 wurden auch als Gepäckwagen eingesetzt |
| G    | 60–69   | 1892/1893 |                                                  |
| K    | 70–71   | 1890      | ursprünglich 44–45                               |
| K    | 72–76   | 1890      | ursprünglich 46–50                               |
| K    | 77      | 1890      | ursprünglich 51                                  |
| K    | 78–79   | 1893      |                                                  |
| K    | 80–89   | 1893      | 1904 bis 1906 umgebaut                           |
| K    | 90–95   | 1893      |                                                  |
| Ja   | 96      | 1890      | ursprünglich 40                                  |
| Ja   | 97–99   | 1890      | ursprünglich 41–43                               |
| J    | 100–106 | 1893      |                                                  |
| Ky   | 107–111 | 1900      | dreiachsig                                       |
| G    | 112–113 | 1900      |                                                  |
| Ky   | 114–115 | 1906      | dreiachsig                                       |
| Kyr  | 116–123 | 1906      | dreiachsig                                       |
| Ky   | 124–127 | 1906      | dreiachsig                                       |
| Jhry | 128–129 | 1906      | dreiachsig                                       |
| Ka   | 130–135 | 1929      | aus Heeresfeldbahnwagen umgebaut                 |

## Nummerierungsschema ab 1930
Für Trieb-, Personen-, Gepäck und Postwagen wurden dreistellige Nummern vorgesehen. Fahrzeuge ohne Heizvorrichtung erhielten Endnummern unter 50, solche mit Heizvorrichtung Endnummern über 50. Fahrzeuge ohne Abort erhielten ungerade Nummern, jene mit hingegen gerade Nummern.

### Lokomotiven und Triebwagen
Die Lokomotiven behielten ihre Nummern wie in der Tabelle oben. Der bislang einzige Triebwagen wurde umnummeriert, dazu kamen drei neue:
| Nummer          | Hersteller     | Baujahr | Bauart | Bemerkungen |
| --------------- | -------------- | ------- | ------ | --- |
| TBCa 452        | Austro-Daimler | 1933    | A1 A1  | Triebwagen, 1939 an die Steiermärkischen Landesbahnen verkauft, dort in Anhänger umgebaut |
| TBCa 454        | Austro-Daimler | 1933    | A1 A1  | Triebwagen, 1939 an die Steiermärkischen Landesbahnen verkauft, dort in Anhänger umgebaut |
| TBCa 456        | Austro-Daimler | 1933    | A1 A1  | Triebwagen, 1939 an die Steiermärkischen Landesbahnen verkauft, dort in Anhänger umgebaut |
| TCa 672 (ex 51) | Gebus          | 1928    | Bo2    | Triebwagen, 1927/1928 umgebaut aus dem Salonwagen S 51, zuerst diesel-, dann benzinelektrisch (teilweise mit Holzvergaser), 1957 an die Steiermärkischen Landesbahnen verkauft, dort umgebaut zum Barwagen "Murtalbar" |

Die drei umgebauten ehemaligen Triebwagen 452, 454, 456 (71 oder 72 Plätze) kamen nach 1935 zur Murtalbahn. Der ehemalige TBCa 452 wurde als Personenwagen auf der Murtalbahn und zuletzt auf der Stainzerbahn eingesetzt, als dort nach dem Zweiten Weltkrieg bis 1951 noch Personenverkehr geführt wurde. Er stand danach im Bahnhof Stainz und wurden um 1961 verschrottet.

### Personenwaggons
Bei den Personenwaggons des Typs B handelte es sich um 2. Klasse-Wagen, bei jenen des Typs C um 3. Klasse-Wagen. Die Wagen BC 351–365 waren Waggons mit 2. und 3. Klasse Sitzplätzen.
| Typ | Nummer                            | Baujahr(e) | Klasse(n) | alte Nummer(n)        | Bemerkungen                           |
| --- | --------------------------------- | ---------- | --------- | --------------------- | ------------------------------------- |
| B   | 101                               | 1893       | 2         | 36                    | später in BC 365 umgebaut             |
| B   | 102                               | 1894       | 2         | 48                    | 1929 umgebaut                         |
| B   | 104                               | 1894       | 2         | 49                    | 1932 umgebaut                         |
| B   | 106                               | 1896       | 2         | 150                   | 1926 umgebaut, 1952 in C 574 umgebaut |
| B   | 108                               | 1896       | 2         | 151                   | 1942 umgebaut                         |
| Be  | 110                               | 1906       | 2         | 152                   | 1931 umgebaut, 1944 umgebaut in B 158 |
| B   | 151                               | 1890       | 2         | 1                     |                                       |
| Be  | 152                               | 1906       | 2         | 152                   | 1931 umgebaut                         |
| B   | 154                               | 1894       | 2         | 50                    | 1931 umgebaut                         |
| B   | 156                               | 1896       | 2         | 108                   | 1942 umgebaut                         |
| Be  | 158                               | 1906       | 2         | 110                   | 1944 umgebaut                         |
| BC  | 351–365                           | 1891/1893  | 2/3       | 18–21, 37–39          | mehrmals umgebaut                     |
| C   | 501, 503, 505, 507, 509, 511, 513 | 1893       | 3         | 40–41, 43–47          | mehrmals umgebaut                     |
| C   | 504, 506, 508                     | 1890/1893  | 3         | 3, 5, 42              | mehrmals umgebaut                     |
| C   | 551, 553, 555, 557, 559           | 1893       | 3         | 31, 33, 34, unbekannt | mehrmals umgebaut                     |
| C   | 552, 554, 556, 558                | 1906       | 3         | 154–157               | mehrmals umgebaut                     |
| C   | 560, 562, 564, 566, 568           | 1925       | 3         | 158–162               |                                       |
| C   | 561, 563, 565, 567, 569           | 1925       | 3         | 163–167               |                                       |
| C   | 570, 572, 574                     | 1947       | 3         | keine                 | mehrmals umgebaut                     |
| C   | 571                               | 1947       | 3         | keine                 |                                       |
| Ca  | 652, 654, 656, 658, 660           | 1928       | 3         | 201–205               |                                       |

### Post- und Gepäckwagen
Bei Waggons des Typs D handelte es sich um Gepäckwagen, bei jenen des Typs F um Postwagen. Der Wagen DF 851 war ein Post- und Gepäckwagen und war der einzige Waggon dieses Typs in der Geschichte der SKGLB.
| Typ | Nummer        | Baujahr(e) | alte Nummer(n) | Bemerkungen                         |
| --- | ------------- | ---------- | -------------- | ----------------------------------- |
| D   | 751, 753, 755 | 1890       | 9–11           |                                     |
| D   | 757, 761, 763 | 1925       | 24, 32, 35     |                                     |
| D   | 759, 765      | 1930       | keine          |                                     |
| DF  | 851           | 1891       | 12             | 1927 umgebaut                       |
| F   | 952, 954, 956 | 1891       | 13–15          | Nr. 954: 1939 in Rüstwagen umgebaut |

### Güterwaggons
| gedeckt | Plattformwagen | Plattformwagen | Niederbordwagen | Niederbordwagen | Kohlenwagen | Kohlenwagen | Kohlenwagen | Schemelwagen | Schemelwagen | Bemerkung                                         |
| 2achsig | 2achsig        | 3achsig        | 2achsig         | 3achsig         | 2achsig     | 3achsig     | 4achsig     | 2achsig      | 3achsig      | Bemerkung                                         |
| -       | -              | -              | -               | 4501–           | 5001–       | -           | 7001–       | 8001–        | 9051–        |                                                   |
| 1101–   | 2101–          | 3151–          | 4101–           | -               | 5101–       | 6151–       | 7101–       | 8101–        | 9151–        | mit Spindelbremse                                 |
| 1201–   | -              | -              | -               | -               | 5201–       | -           | -           | 8201–        | -            | mit Bremsleitung                                  |
| 1301–   | 2301–          | 3351–          | 4301–           | -               | 5301–       | 6351–       | -           | 8301–        | -            | mit Spindelbremse und Bremsleitung                |
| 1401–   | 2401–          | 3451–          | -               | -               | -           | 6451–       | -           | -            | -            | mit Spindelbremse, Bremsleitung und Bremszylinder |

Bei den Waggons des Typs G handelte es sich um gedeckte Güterwaggons, die hauptsächlich für Milch- und Stückgut-Transporte eingesetzt wurden. Bei Instandhaltungsarbeiten wurden sie auch zum Materialtransport eingesetzt. Einige dieser gedeckten Güterwagen konnten auch als Gepäckwagen eingesetzt werden. Waggons mit dem Gattungszeichen K waren offene, hochbordige Güterwagen, die zum Kohletransport eingesetzt wurden. Die Wagen der Typen N, J, P und S waren für den Holztransport zuständig. Diese Waggons verfügten über fest montierte oder abnehmbare Rungen. Die Niederbordwagen des Typs N wurden auch für den Materialtransport eingesetzt. Die Wagen Ra 1 und R 2 stellten zwei Sonderwagen dar: Sie waren die einzigen beiden Kesselwaggons der Salzkammergut-Lokalbahn und wurden einfach mit 1 und 2 nummeriert, da das Nummerierungsschema für Kesselwagen keine Nummern enthielt. Beide Waggons waren Eigenbauten der Werkstätte in Itzling. Beim Wagen R 1 wurde auf einem ehemaligen Heeresfeldbahnwagen ein Öltank montiert. Der Wagen R 2 war ein Umbau des Güterwaggons Pwr 2304, der eine dritte Achse und einen Kessel aufgesetzt erhielt.
| Typ   | Nummer    | Baujahr(e) | alte Nummer(n)     | Bemerkungen                                                         |
| ----- | --------- | ---------- | ------------------ | ------------------------------------------------------------------- |
| Gw    | 1101–1110 | 1892/1893  | 60–69              |                                                                     |
| Gwa   | 1111      | 1940       | keine              | ex Heeresfeldbahn                                                   |
| Gwd   | 1201–1203 | 1890       | 53–55              |                                                                     |
| Gwd   | 1301–1307 | 1890/1900  | 52, 56–59, 112–113 |                                                                     |
| Gwd   | 1308–1312 | 1930       | keine              | Umbau aus C25–28 und 30                                             |
| Gmda  | 1381      | 1944       | keine              | ex Heeresfeldbahn                                                   |
| Gwd   | 1401      | 1944       | keine              |                                                                     |
| Pwr   | 21012102  | 1927/1928  | keine              |                                                                     |
| Pwrd  | 2301–2306 | 1925/1928  | 4, 6, 7, 8, 16, 17 |                                                                     |
| Pwrd  | 2304–2305 | 1939       | keine              | 2304 1951 in R 2 umgebaut                                           |
| Pwrd  | 2401      | 1927       | keine              |                                                                     |
| Pr    | 3151      | 1906       | keine              |                                                                     |
| Prd   | 3351–3354 | 1906       | 119, 121–123       |                                                                     |
| Prd   | 3451–3454 | 1906       | 116–118, 120       |                                                                     |
| Nwr   | 4101–4104 | 1893       | 100–101, 103, 104  |                                                                     |
| Nwrd  | 4301      | 1931       | keine              |                                                                     |
| Nwra  | 4501–4507 | 1930       | keine              | ex Heeresfeldbahn                                                   |
| Kw    | 5001–5004 | 1891       | keine              |                                                                     |
| Kw    | 5101–5004 | 1891       | 78–79, 90–95       |                                                                     |
| Kwd   | 5201–5205 | 1891       | 72–73, 74–76       |                                                                     |
| Kwd   | 5301–5303 | 1890       | 70–71, 77          |                                                                     |
| K     | 6151–6169 | 1893/1906  | verschieden        | Umbauten aus mehreren verschiedenen Waggons                         |
| Kd    | 6351      | 1906       | 115                |                                                                     |
| Kd    | 6451      | 1906       | 114                |                                                                     |
| Kwa   | 7001–7006 | 1929       | 130–135            | ex Heeresfeldbahn                                                   |
| Swr   | 8001–8003 | 1891       | keine              | Umbau aus anderen Waggons                                           |
| Swr   | 8101–8105 | 1890/1893  | 102, 105, 106      |                                                                     |
| Swnrd | 8201–8203 | 1891       | 97–99              |                                                                     |
| Swnrd | 8301      | 1890       | 96                 |                                                                     |
| Sr    | 9051      | 1906       | keine              |                                                                     |
| Sr    | 9151–9152 | 1906       | 128–129            |                                                                     |
| Ra    | 1         | 1950       | keine              | ex Heeresfeldbahn, vierachsig, Ausnahme aus dem Nummerierungsschema |
| R     | 2         | 1951       | keine              | dreiachsig, Ausnahme aus dem Nummerierungsschema                    |

## Erhaltene Fahrzeuge
Die folgenden Fahrzeuge sind bis heute erhalten geblieben.

### Lokomotiven und Triebwagen
| Nummer  | Standort                         | Eigentümer                                                  |
| ------- | -------------------------------- | ----------------------------------------------------------- |
| 4       | Mondsee                          | Technisches Museum Wien, betriebsfähig konserviert          |
| 5       | Mauterndorf                      | Club 760, betriebsfähig konserviert                         |
| 7       | Raum Salzburg (nicht zugänglich) | Privatbesitz, nicht betriebsfähig                           |
| 9       | Mondsee                          | Technisches Museum Wien, nicht betriebsfähig                |
| 11      | Frojach                          | Club 760, Taurachbahn, nicht betriebsfähig                  |
| 12      | Mauterndorf                      | Club 760, Taurachbahn, betriebsfähig                        |
| 19      | Llanfair Careinion, Wales        | Welshpool and Llanfair Light Railway, Betriebsfähig         |
| 22      | Mauterndorf                      | Club 760, Taurachbahn, betriebsfähig                        |
| D40     | Mauterndorf                      | Club 760, Taurachbahn                                       |
| TCa 672 | Murau, Murtalbahn                | Steiermärkische Landesbahnen (Rückbau zu Buffetwagen WR 51) |

### Personenwaggons
| Nummer | Standort    | Eigentümer                      | Nummer/Zustand                    |
| ------ | ----------- | ------------------------------- | --------------------------------- |
| S 151  | Mondsee     | SKGLB-Museum                    | S 1                               |
| S 152  | Frojach     | Technisches Museum Wien         |                                   |
| B 503  | Bad Ischl   | Technisches Museum Wien         | SKGLB 503                         |
| B 563  | Mauterndorf | Club 760                        | B 38                              |
| B 565  | Taurachbahn | Zillertalbahn/Leihgabe Club 760 | B 23                              |
| B 566  | Salzburg    | Privat                          | Gartenhütte, Nur Wagenkasten      |
| B 569  | Treibach    | W&LLR-Museumsbahn               |                                   |
| B 570  | Aalfang     | Privatbesitz, Leihgabe an WSV   | Ci 3570                           |
| B 572  | Wales       | W&LLR-Museumsbahn               |                                   |
| B 574  | Mondsee     | Technisches Museum Wien         |                                   |
| Ba 652 | Murtalbahn  | Steiermärkische Landesbahnen    | Ba 75, neue Drehgestelle          |
| Ba 654 | Murtalbahn  | Steiermärkische Landesbahnen    | WR 52 ex Ba 72, neue Drehgestelle |
| Ba 656 | Taurachbahn | Club 760                        | Ca 656                            |
| Ba 658 | Rumänien    | Privat                          | Ba 76, neue Drehgestelle          |
| Ba 660 | Murtalbahn  | Steiermärkische Landesbahnen    | Ba 73                             |

### Post- und Gepäckwagen
| Nummer | Standort    | Eigentümer               |
| ------ | ----------- | ------------------------ |
| Di 765 | Frojach     | Club 760                 |
| F 954  | Mauterndorf | Privatbesitz             |
| D 757  | Anger       | Privat/Waggonhotel Anger |

### Güterwaggons
| Nummer   | Standort                             | Eigentümer                                  |
| -------- | ------------------------------------ | ------------------------------------------- |
| Gwa 1111 | Putbus                               | Rügische Kleinbahn/RüBBNummer GG 419        |
| Gwa 1381 | Weiz                                 | Steiermärkische Landesbahnen, Nummer GG 420 |
| Prd 3353 | Eisenbahnmuseum Turnov (CZ)          | Privat                                      |
| Nwr 4101 | Mondsee                              | Technisches Museum Wien                     |
| Kwd 5302 | Mondsee                              | Technisches Museum Wien                     |
| Ka 7104  | Lennestadt-Elspe/Karl-May Festspiele | Karl-May Festspiele/Elspe                   |
| Sr 9051  | Stainz                               | Stainzerbahn                                |
| Sr 9151  | Lustenau                             | IRR/Rhein-Schauen                           |